# Isoimmunisierung
Bei der Isoimmunisierung treten mütterliche Antikörper im Blut des Kindes auf, die gegen Erythrozyten des Kindes gerichtet sind. Es gibt zwei Arten der Isoimmunisierung, die Rh-Isoimmunisierung (DIMDI P55.0) und die AB0-Isoimmunisierung (DIMDI P55.1).
Eine Isoimmunisierung kann nur bei einer Inkompatibilität zwischen der Blutgruppe der Mutter und der des Kindes entstehen. Durch Kontakt des kindlichen Blutes mit dem Blutkreislauf der Mutter, was meist bei der Entbindung erfolgt, bilden sich im mütterlichen Blut Antikörper gegen die roten Blutkörperchen des Kindes. Diese können in einer Folgeschwangerschaft zu einer Hämolyse des kindlichen Blutes während der Schwangerschaft oder in der Perinatalphase führen.
Komplikationen sind Anämie, Hydrops fetalis oder Tod des Kindes.